# 柏油脚跟
柏油脚跟（英語：Tar Heel），又作焦油脚后跟、焦油脚跟是用在北卡罗来纳州和北卡罗来纳州人民身上的昵称，它也是北卡罗来纳大学教堂山分校的运动队统一的名称。
这个昵称的确切的词源尚未可知，但是大多数专家相信这个词源自这样一个事实：产自巨型杨柏树的柏油、沥青和树脂，在美国历史的早期曾经是北卡最重要的出口产品。北卡Bladen郡的一座城镇，也被命名叫做柏油脚跟。

## 词语的历史

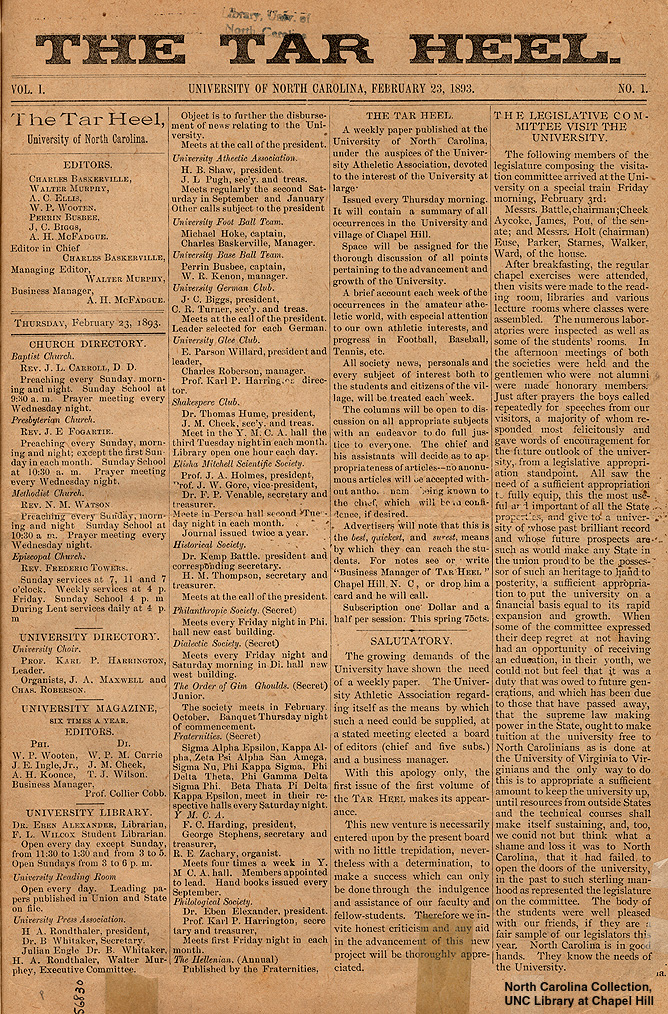
第一期“柏油脚跟”的头版，后来改叫“柏油脚跟日报”。

在它的早期殖民时期，北卡罗来纳殖民地变成了柏油和沥青的重要原产地，尤其对于英格兰海军来说。一度，每年有估计为100,000桶柏油和沥青被运送到英格兰。
在那个时候，人们生产柏油的方式是不断燃烧堆砌起的杨柏圆木直到热油不断从导管里涌出。北卡罗来纳巨大的柏油产量使得许多包括Walt Whitman的人把“煮柏油的人”这样的嘲讽的绰号送给了北卡罗来纳的居民。而北卡也引它的工业得到了“柏油和树脂之州”的称号。
然而，这些词语不断衍生进化直到“柏油脚跟”被用来指代北卡居民，而在美国南北战争中名声大噪。在这期间，柏油脚跟这个绰号一直是一种轻蔑的词语，类似于现今的“白垃圾”（英语White Trash在美国指社会经济地位低下的白人）。但是从1864年开始，这个词语开始被用作一种荣耀的象征。
1893年，北卡罗来纳大学教堂山分校的学术创办了一份报纸并且命名为“柏油脚跟”，后来又改叫“柏油脚跟日报”。到了20世纪早期的时候这个词语已经被州内外的很多人解释为一种不带蔑视性质的对北卡人的昵称。

## 传说中的解释
有以下的传说和轶事试图解释“柏油脚跟”这个词。

### Cornwallis将军横渡的河流
根据这个传说，美国独立战争时，在北卡洛基山城和北卡Battleboro城之间一段，英国的Cornwallis将军的军队横渡了现在被叫做柏油河的河流。他们发现柏油被倒进了河里，目的是为了减缓英国士兵行进的步伐。当他们最终跨过河流的时候，他们发现他们的脚被柏油完全染成了黑色。于是士兵们发现所有趟过北卡的河流的人都变成了“柏油脚跟”。

### 坚守阵地的能力
在Walter Clark的《一战中来自北卡的若干兵团的历史》一书的第三部分中，作者把这个昵称解释为北卡的军队在战斗中坚守阵地的能力。根据该书所述，在美国南北战争的弗吉尼亚州的一次战役中，当其他后援部队都撤退的时候北卡的军队依旧坚守阵地。在那次战役之后，那些后援部队问获胜的北卡人：“兄弟，北卡还有柏油么？”北卡的军队回答道：“不，已经不多了。杰弗逊戴维斯已经都买光了。”后援部队继续问：“是么？他要拿那个干什么？”北卡军队道：“他要把柏油涂在你们的脚跟上这样你们下次战斗就可以坚持住了。”

### 无法坚守阵地
一份旧金山的杂志Overland月刊，在它1869年八月的一期中，发表了一篇试图解释一些俚语和昵称的文章。“相关的故事”他写道，“是关于一个北卡罗来纳的战斗旅的。他们在一次大战役中（Chancellorsville战役，如果我没记错的话），没能守住一座山头，于是就被密西西比人嘲笑说早晨忘记在他们的脚跟上抹上柏油了。这就是他们‘柏油脚跟’这个外号的由来。”

### 不愿脱离
北卡罗来纳州是最后一批从美利坚合众国分离出来的州之一（田纳西州是最后一个），结果这个州就被南方其他的州叫做“不情愿的州”。这个笑话在战争之初开始流传，最后演变成为“有柏油么？”“没有。都被杰弗逊戴维斯买光了”“干什么？”“涂在你们这些家伙的脚跟上让你们站稳。”随着战争的继续，许多北卡的军队已经学会了如果巧妙地应对这样的玩笑。 比如当德州第四步兵旅在Sharpsburg丢掉了旗帜的后几天，经过北卡第六军的时候，他们大喊：“柏油脚！”然后得到的回答是“如果你们的脚跟上也有柏油，你们就可以把你们的旗帜从Sharpsburg带回来了！”

### Robert E. Lee的引用
1991年由北卡州案卷保管人David Olson发现的一封信，又给出了另外一个理论。 一封Joseph Engelhard少校的信描述了一次北卡人参与的战斗，在这其中羅伯特·李被人听到曾说：“他们站着，就像是脚跟上涂了柏油一样。”这封标记着1864年8月24日的信，讲述的是弗吉尼亚州彼得斯堡郊外的一次战斗。

## 进一步阅读
- Michael W. Taylor: Tar Heels: How North Carolinians got their nickname. Division of Archives and History, North Carolina Dept. of Cultural Resources 1999, ISBN 0-86526-288-8